# Latvijas attīstībai
Latvijas attīstībai (deutsch „Für Lettlands Entwicklung“) ist eine liberale Partei in Lettland.

## Geschichte
Die offizielle Gründung der Partei erfolgte am 15. Dezember 2013. Initiator und Gründungsvorsitzender war der ehemalige Ministerpräsident Einars Repše, der zuvor der Partei Jaunais laiks („Neue Ära“) angehört hatte.
Bei der Europawahl im Mai 2014 erhielt LA 2,1 % der Stimmen, bei der lettischen Parlamentswahl im Oktober desselben Jahres nur 0,9 %, sodass sie jeweils den Einzug in das Parlament verpasste. Nach Repšes Rückzug aus der Politik übernahm im November 2014 Juris Pūce den Parteivorsitz.
Zur Parlamentswahl in Lettland 2018 bildete LA ein Bündnis mit den ebenfalls liberalen und pro-europäischen Parteien Kustība Par! („Bewegung Dafür!“) und Izaugsme („Wachstum“) unter der gemeinsamen Bezeichnung Attīstībai/Par!. Dieses erhielt zusammen 12,1 % der Stimmen und 13 der 100 Sitze im Saeima und wurde Teil der neuen Regierung. Mit Juris Pūce (später abgelöst von Artūrs Toms Plešs) stellte LA einen der drei Minister, mit denen das Wahlbündnis bis 2022 im Kabinett Kariņš vertreten war.
Bei der Europawahl 2019 trat ebenfalls Attīstībai/Par! an. Das Bündnis erhielt 12,4 % der Stimmen und ein Mandat für den parteilosen Ivars Ijabs. Im Herbst 2019 trat Ivars Ijabs ebenso wie der bis dahin parteilose Verteidigungsminister Artis Pabriks der LA bei.
Auch bei der Parlamentswahl 2022 kandidierte Latvijas attīstībai wieder im Bündnis Attīstībai/Par! Doch es scheiterte mit 4,97 Prozent der Stimmen knapp an der 5%-Hürde. 

## Politisches Profil
Die Partei beschreibt ihre politische Ausrichtung als klassisch-liberal. Sie wendet sich insbesondere an Unternehmer und andere Selbständige. 2014 wurde sie in den europaweiten Zusammenschluss liberaler Parteien ALDE aufgenommen.

## Parteivorsitzende
- Einars Repše
- Juris Pūce (2014–2020)
  - Ivars Ijabs (geschäftsführend)
- Ivars Ijabs, Artūrs Toms Plešs und Eīna Stapulone (2021)
- Artis Pabriks, Ivars Ijabs und Juris Pūce

## Weblink
- Offizielle Website der Partei